# Aleksandra Kiryashova
Aleksandra Kiryashova (née le 21 août 1985 à Leningrad) est une athlète russe, spécialiste du saut à la perche. 

## Carrière
En 2011, elle participe aux Bislett Games d'Oslo, 3e étape de la Diamond League 2011 à la perche féminine. Elle termine 2e avec 4,50 m.

## Palmarès
| Date | Compétition                    | Lieu     | Résultat | Marque |
| ---- | ------------------------------ | -------- | -------- | ------ |
| 2001 | Championnats du monde cadets   | Debrecen | 2e       | 4,00 m |
| 2003 | Championnats d’Europe juniors  | Tampere  | 3e       | 4,15 m |
| 2007 | Championnats d’Europe espoirs  | Debrecen | 1re      | 4,50 m |
| 2007 | Universiade                    | Bangkok  | 1re      | 4,40 m |
| 2009 | Championnats d’Europe en salle | Turin    | 4e       | 4,50 m |
| 2011 | Championnats d’Europe en salle | Paris    | 6e       | 4,60 m |
| 2011 | Universiade                    | Shenzhen | 1re      | 4,65 m |
| 2012 | Championnats d’Europe          | Helsinki | 8e       | 4,40 m |

## Records
| Épreuve          | Performance | Lieu  | Date          |
| ---------------- | ----------- | ----- | ------------- |
| Saut à la perche | 4,65 m      | Toula | 1er août 2009 |

| Épreuve          | Performance | Lieu   | Date            |
| ---------------- | ----------- | ------ | --------------- |
| Saut à la perche | 4,65 m      | Moscou | 26 février 2010 |